# Jamalabad
Pháo đài Jamalabad là một pháo đài quân sự cũ nằm trên đỉnh đồi ở trên đường Killoor, thị trấn Belthangady, tỉnh Dakshina, Karnataka, Ấn Độ. Nó nằm trên dãy núi Kudremukh, cách Beltangady 8 km và cách thành phố Mangalore 65 km. Tên địa phương của nó là "Jamalagadda" hay "Gadaikallu".

## Lịch sử

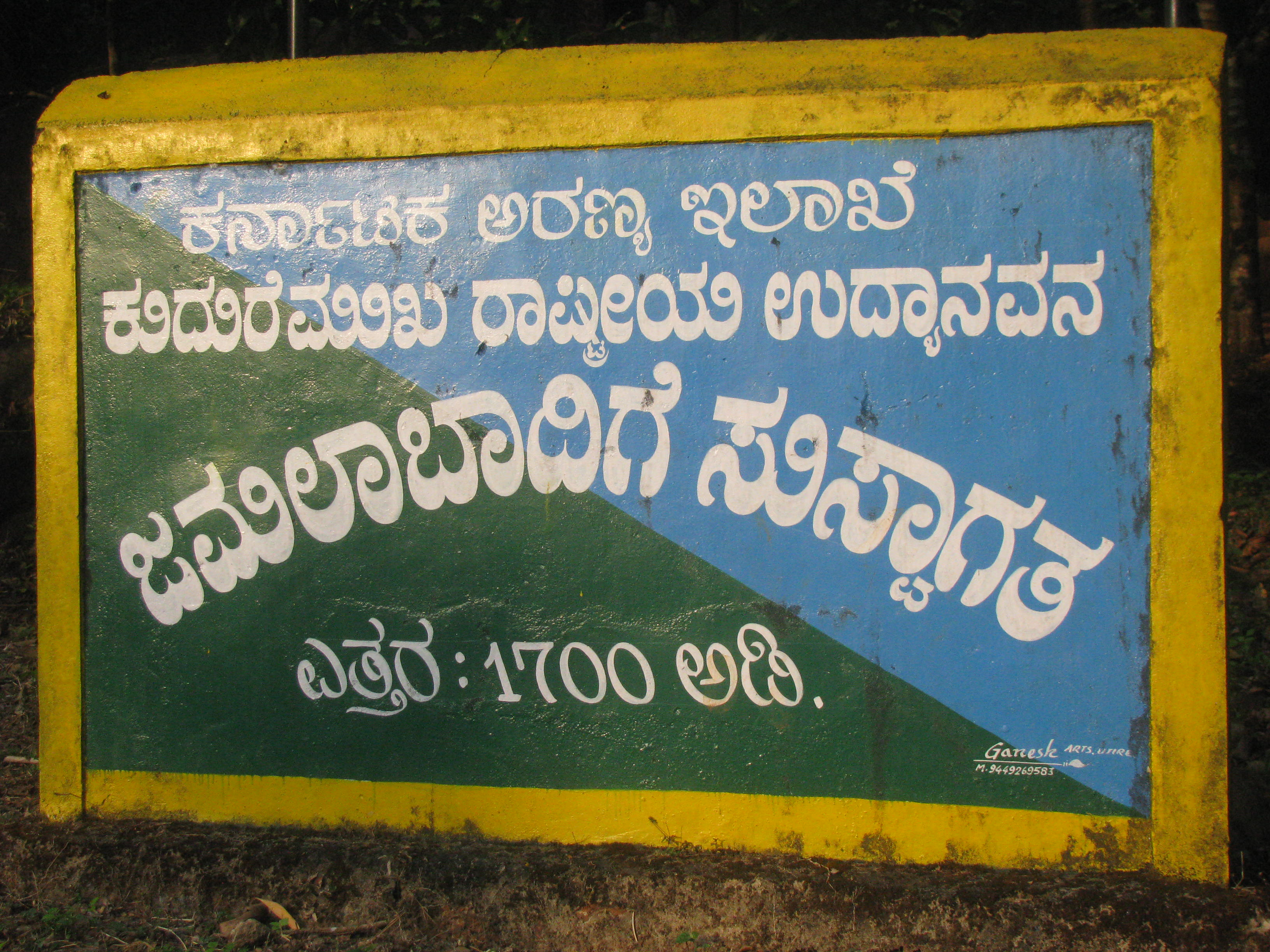
Lối vào pháo đài; Chữ trên hình: Chào mừng quý khách đến Jamlabad, Độ cao: 516 mét (1700 feet)

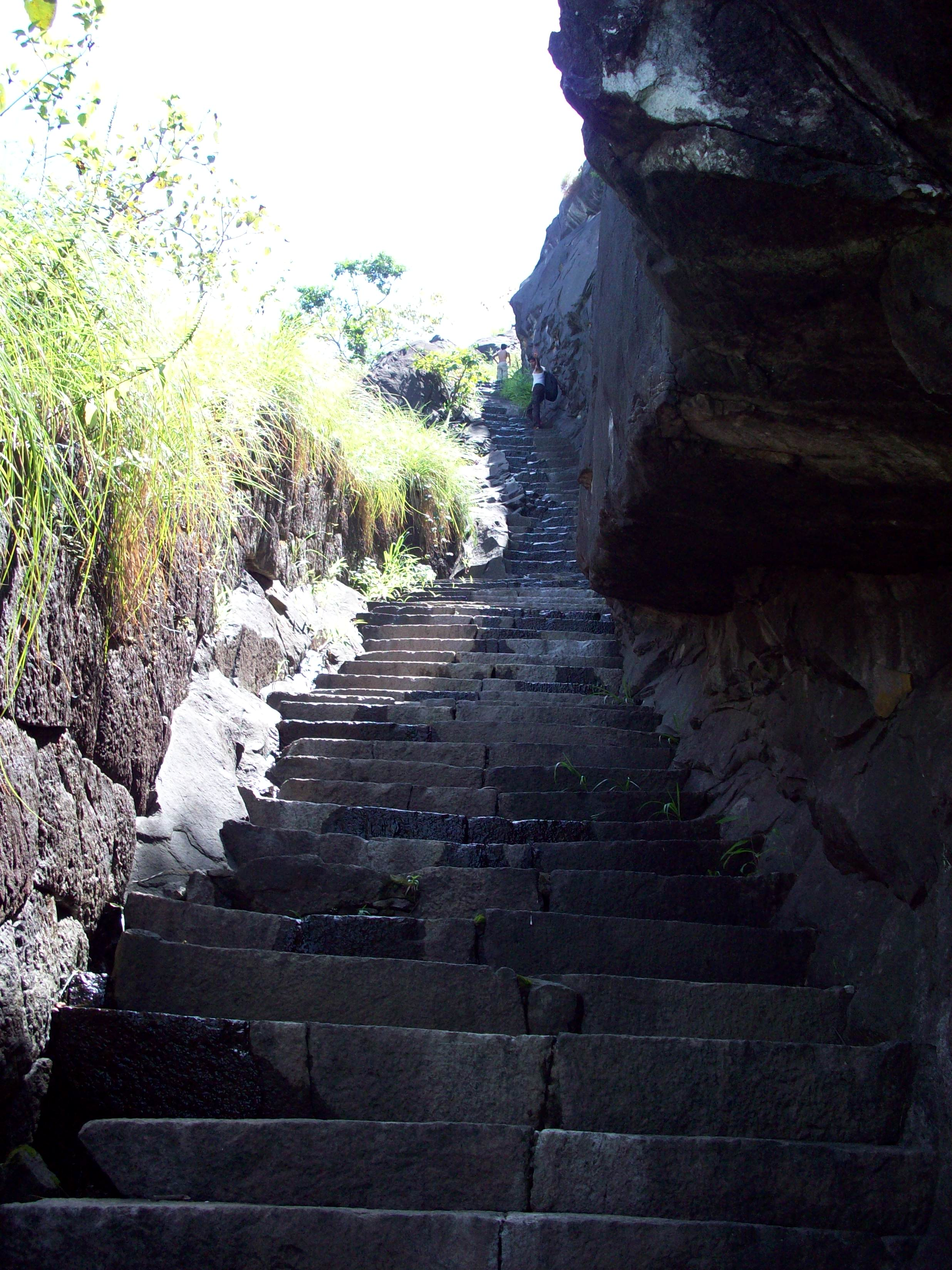
Con đường nhỏ, hẹp dẫn lên pháo đài

Pháo đài này được vua thực quyền đạo Hồi Tipu Sultan xây dựng vào năm 1794 và đặt tên theo tên mẹ ông là Jamalabee. Lí do ông quyết định xây một pháo đài ở đây là vì lượng đá granitic ở vị trí này rất nhiều nên có thể xây một pháo đài kiên cố. Bên cạnh đó, pháo đài Jamalabad được xây trên nền của một công trình cũ trước đó.
Đường lên pháo đài thì hẹp với khoảng 1876 bậc thang. Bên trong nó thì có một bể nước để trữ nước mưa. Trên đỉnh thì còn lại tàn tích của một khẩu đại bác, ngoài ra thì không còn lại gì nhiều. Tuy nhiên trên tường thì vẫn còn nhiều dấu tích vẫn còn có thể thấy được.
Vào năm 1799 (trong suốt cuộc chiến tranh Mysore thứ 4, pháo đài này bị quân đội Anh chiếm đóng.

## Du lịch
Jamalabad là một điểm đến du lịch theo hướng "Trekking". Độ khó của nó thì được phân loại là trung bình khi người Trekking phải đi lên pháo đài bằng bậc thang. Và khi lên được đến nơi, ta sẽ thấy được quang cảnh xung quanh một cách bao quát và dãy núi Kudremukh.
Trước khi lên trên thì phải trả phí ở dưới chân đồi. Một lời khuyên cho khách du lịch đó là: Nên tự mang theo thức ăn và thật nhiều nước uống bởi vì ở trên (tức ở pháo đài) thì không có bán nước uống. Thị trấn gần nhất để liên lạc hay hỗ trợ y tế là Beltangady.
Thời gian mở cửa là từ 6 giờ sáng đến 4 giờ chiều, ở qua đểm trên pháo đài thì không được cho phép. Ngoài ra, trên đồi còn có một tháp tiếp sóng bị bỏ hoang.